# Flibanzerin
{{Drugbox-lat
| verifiedrevid = 437139289
| IUPAC_name = 1-(2-{4-[3-(trifluorometil)fenil]piperazin-1-il}etil)-1,3-dihidro-2H-benzimidazol-2-on
| image = Flibanserin-structural.svg
| width =
| image2 =
| width2 =
| tradename = 
| pregnancy_category = 
| legal_status = Nije kontrolisan
| routes_of_administration = Oralno
| bioavailability = 
| metabolism = 
| elimination_half-life = 
| excretion =
| CAS_number_Ref =  
| CAS_number = 167933-07-5
| ATC_prefix = none
| ATC_suffix = 
| PubChem = 6918248
| IUPHAR_ligand =
| ChemSpiderID_Ref =  
| ChemSpiderID = 5293454
| UNII_Ref =  
| UNII = 37JK4STR6Z
| KEGG_Ref =  
| KEGG = D02577
| ChEMBL_Ref =  
| ChEMBL = 231068
| DrugBank_Ref =
| DrugBank =
| C=20 | H=21 | F=3 | N=4 | O=1 
| molecular_weight = 390,40 g/mol
| smiles = FC(F)(F)c4cc(N3CCN(CCN2c1ccccc1NC2=O)CC3)ccc4
| StdInChI_Ref =  
| StdInChI = 1S/C20H21F3N4O/c21-20(22,23)15-4-3-5-16(14-15)26-11-8-25(9-12-26)10-13-27-18-7-2-1-6-17(18)24-19(27)28/h1-7,14H,8-13H2,(H,24,28)
| StdInChIKey_Ref =  
| StdInChIKey = PPRRDFIXUUSXRA-UHFFFAOYSA-N
}}
Flibanserin (BIMT-17, Girosa) je lek koji je razvila kompanija Beringer Ingelhajm kao nehormonski tretman za žene pre menopoze sa poremećajem hipoaktivne seksualne želje. Razvoj je prekinut oktobra 2010, nakon što je FDA objavila negativan izveštaj.

## Spoljašnje veze
- Vijagra za žene?
- Marazziti D; Palego L; Giromella A;  . (2002). „Region-dependent effects of flibanserin and buspirone on adenylyl cyclase activity in the human brain”. Int. J. Neuropsychopharmacol. 5 (2): 131—40. PMID 12135537. doi:10.1017/S1461145702002869.
- Podhorna J, Brown RE (2000). „Flibanserin has anxiolytic effects without locomotor side effects in the infant rat ultrasonic vocalization model of anxiety”. Br J Pharmacol. 130 (4): 739—746. PMC 1572126 . PMID 10864879. doi:10.1038/sj.bjp.0703364. Архивирано из оригинала 06. 01. 2013. г. Приступљено 10. 04. 2012.
- Brambilla A, Baschirotto A, Grippa N, Borsini F (1999). „Effect of flibanserin (BIMT 17), fluoxetine, 8-OH-DPAT and buspirone on serotonin synthesis in rat brain”. Eur Neuropsychopharmacol. 10 (1): 63—7. PMID 10647099. doi:10.1016/S0924-977X(99)00056-5.